# Governador romà
Un governador romà era un oficial elegit per ser l'administrador principal de Dret romà en una o més de les províncies constituents de l'Imperi Romà. Un governador romà és també conegut com a propraetor o procònsol.
El terme genèric en la llengua legal romana era Rector provinciae sense tenir en compte els títols específics, que també reflecteixen l'estatus intrínsec i estratègic de la província, i diferències corresponents en autoritat.
Abans del temps del primer imperi, hi havia dos tipus de províncies; senatorial i imperial; i emergirien uns quants tipus de governador. Només procònsols i propraetors esdevenien sota la classificació de promagistrat.

## Deures del governador
El governador de qualsevol província romana tenia moltes tasques a dur a terme sota la seva administració.
En primer lloc, era responsable d'impostos i gestió financera. Depenent sobre la base del seu nomenament era, o l'agent personal de l'Emperador, o l'agent financer del Senat Romà, i havia de vigilar les autoritats locals, els recaptadors fiscals privats, i les taxes d'embargament. Un governador podria encunyar monedes i negociar amb institucions riques, com ara temples i prestadors de diners privats, que podrien avançar diners. El governador era també el comptable principal de la província. Inspeccionava els llibres de ciutats essencials i diverses operacions així com supervisava les edificacions de gran escala projectades per tota la província.
A banda d'aquestes obligacions financeres, el governador era el jutge principal de la província. El governador era l'únic amb potestat d'imposar la pena capital, i els casos capitals es jutjaven normalment davant d'ell. Apel·lar contra la decisió d'un governador requerida viatjant a Roma i presentant el cas davant d'un Praetor Urbanus, o davant, fins i tot, de l'emperador mateix, un car, i molt rar, procés. Era improbable que una apel·lació reeixís de tota manera, un governador no solia, generalment, declarar culpable algú si l'emperador s'hi mostrava a favor. També se suposava que el governador viatjava a través de la seva província per administrar justícia a les ciutats principals on s'exigia la seva atenció.
Finalment el Governador comandava les forces militars dins de la província. A les províncies més importants, aquestes podrien constar de legions, però en qualsevol altre lloc, hi havia només tropes auxiliars. Com una part de l'autoritat el governador podia fer servir les seves tropes per acabar amb bandes criminals o rebels en l'àrea, sense necessitar aprovació per part del Senat o l'emperador.
Tots els governadors tenien a la seva disposició una diversitat d'assessors i personal, que es coneixien com les seves comites (en Llatí "companys"); el nombre d'aquests depenia del rang social del governador. Aquests comites servirien de junta de govern del governador ajudant al governador en la presa de decisions. A les províncies amb una presència de legionaris significativa, el segon en el comandament del governador era normalment un quaestor, un home elegit a Roma i enviat a la província per tenir cura de tasques financeres, el qual, això no obstant, podria manar les tropes amb l'aprovació del governador. En unes altres províncies, els governadors mateixos nomenaven prefectes o procuradors governar parts de la província.

## Governadors Republicans
Durant l'era de la República Romana, el consell Tenia la potestat d'assignar governadors per les províncies de Roma. Això es feia nomenant promagistrats, sia pels serveis prestat, per una tria a "sort" o per consell del Senat (senatus consultum); tanmateix, aquests nomenaments no estaven lligats, formalment, a una base legal i podrien ser anul·lats per les Assemblees romanes.
El nivell de l'autoritat d'un governador estava determinat prop de quin tipus de imperium regia. La majoria de les províncies eren governades per propretors que havia servit en el pretoriat almenys durant un any abans del seu nomenament. Les províncies governades per propretors eren normalment les més tranquil·les, on les possibilitats de rebel·lions o invasions eren petites, però en alguns casos als propretors se'ls donaria el comandament de províncies més problemàtiques.
Les províncies que eren a les fronteres de l'imperi, que per tant exigien una guarnició militar permanent, eren governades per procònsols que havien servit anteriorment com a cònsol (el rang més alt de magistrat) l'any abans del seu nomenament. Se'ls donava l'autoritat de manar províncies amb legions romanes presents, més que només l'ús la milícia.
Aquests promagistrats tenien igual rang que altres magistrats amb el mateix nivell d'imperium i eren assistits pel mateix nombre de lictors. En general, tenien poder autocràtic dins de les seves províncies. Un governador provincial gairebé posseïa autoritat il·limitada i sovint abusava i extorsionava de la població ;això no obstant, tot i que el governador tenia immunitat mentre governés el seu imperium, aquesta cedia quan era destituït i podia ser perseguit per la llei pels actes comesos durant el seu mandat.

## Governadors Imperials

### Províncies Imperials
Després que August establís el principat, l'emperador mateix era el governador directe de les províncies més importants de Roma (anomenades províncies imperials). En les províncies on l'emperador no governava directament, el seu rang era superior perquè l'emperador ostentava l'imperium maius, o imperium suprem. En les províncies imperials, l'emperador nomenaria llegats per a governar en el seu nom i que eren nomenats per ell. Els llegats tenien un rang menor que altres governadors, ja que aquests sols eren representants del governador veritable de la província, l'emperador.
El principat no eliminava totalment el sistema de selecció de procònsols i propraetors. En províncies amb una legió eren governades per un propraetor, el qual no solament governava la província en el nom de l'emperador, sinó que també controlava la legió ell mateix. Tanmateix, en províncies amb més d'una legió, cada legió era manada pel seu propi llegat, mentre que la província globalment era manada per un llegat, amb imperium consular, el qual tenia el comandament general de totes les legions de la província i l'administrava com a procònsol.
El nomenament d'aquests governadors, responia al criteri de l'emperador i el mandat d'aquests podia durar d'entre un a cinc anys.

### Províncies Senatorials
Mentre que l'emperador tenia autoritat en províncies amb legions, Les províncies senatorials eren províncies on el Senat tenia el poder d'assignar governadors. Aquestes províncies eren fora de les fronteres de l'imperi i amb una minsa probabilitat de rebel·lió, per aquest motiu en aquestes províncies disponien de poques legions, si n'hi havia, en el seu territori (així mateix, aquesta manca d'efectius militars reduïa la possibilitat que el Senat s'alcés contra l'emperador).
Aquestes províncies senatorials eren sota el control directe d'un senador proconsular, amb poca necessitat d'intervenció per part de l'emperador (tot i que aquest tenia la potestat d'assignar-hi el governador si ho desitjava). La majoria de les províncies senatorials, donat que no eren sota l'autoritat directa de l'emperador, no disposaven de legions. Hi havia una excepció a aquesta regla, la província de l'Àfrica, on hi havia sempre, com a mínim, una legió per tal protegir la província de tribus amazigues.
August decretà que hi hauria com a mínim deu províncies senatorials, les deu "proconsulars", No obstant només dues d'aquestes províncies (Àsia i Àfrica), eren de fet governats per senadors amb imperium proconsular, mentre que les altres 8 eren governades per propraetors. Els dos governadors proconsulars tenien un mandat d'un any, mentre que els vuit praetors solien ser nomenats per uns 3 anys. Cada un d'aquests homes tenia sis lictors que servien de guardaespatlles i també d'un símbol d'autoritat i una marca de la seva posició.

### Procurador Eqüestre
L'Emperador tenia, també, sota el seu control un cert nombre de províncies més petites, però potencialment difícils, que no necessitaven una legió sencera. Aquestes províncies es posaven sota el control de governadorseqüestre. Les noves terres conquerides normalment esdevenien províncies d'aquesta categoria eqüestre. Més tard, i degut al creixement de l'imperi, dites províncies anaren canviant el seu estatus.
Així, una província acabada de conquerir es convertia en una província de procuratorial fins que es decidia si havia d'esdevenir una província imperial o senatorial i, per tant, governada per un propraetor o per procònsol. Com les altres províncies imperials, els governadors eqüestres podrien ser nomenats per diferents temps de mandat, fins a 5 anys, o fins i tot més temps.

Així la província senatorial de l'Àfrica, la província eqüestre d'Aegyptus (Egipte) era una excepció a la regla general segons la qual les legions només es col·locaven en províncies imperials. Egipte no era una província normal, es considerava la possessió personal de l'emperador, i el seu governador, el praefectus aegypti, es considerava el destí més digne de les províncies eqüestres durant el primer imperi.
Encara que la pràctica d'assignar eques per ajudar a dirigir províncies comença oficialment amb August, els governadors,'anys abans, ja havien nomenat procuradors per ajudar-los a governar. Tanmateix, no fou fins al regnat de Claudi que aquests procuradors reberen els poders d'un governador. Encara que per definició els procuradors eren prefectes, un procuradorat era una manera més formal de denotar l'autoritat de governar d'un prefecte. Cal notar que els procuradors no eren magistrats, així no tenien imperium, i merament aplicaven l'autoritat de l'emperador, o governador, amb la seva aprovació.

## Governadors Imperi Tardà
Sota el Dominat, l'Emperador Dioclecià començava en reformes, vers el 293 aC, de l'administració provincial que es completaven sota l'emperador Constantí I el Gran en l'any 318. Dioclecià establí 12 diòcesis (més tard algunes d'aquestes es dividirien), les quals restaren sota domini, originalment de dos a quatre per a cada un dels quatre coemperadors sota l'efímera Tetrarquia (dos Augusti, de més rang i dos Caesar). Cada diòcesi era governada per un Vicarius (una forma de Governador general). Cada diòcesi comprenia unes quantes Províncies romanes, cada una sota l'autoritat d'un governador provincial, de diversos rangs i títols, incloent-hi els antics títols republicanes com Procònsol i novetats com Moderator Provinciae, provinciae Praeses. L'autoritat del Vicarius era suprema dins de la seva diòcesi, només sent vetada pel Prefecte Praetorià o l'emperador mateix.
També, des del regnat de Constantí, els governadors perdien el comandament militar (i algunes de les competències relacionades) el qual passava a mans de oficilas militars. Dins de cada una de les províncies, ajudava al governador un dux (mot Llatí per a líder), la feina del qual era la de dirigir les legions posicionades dins de la província. A nivell de Diòcesi, un altre dux es nomenava per a comandar les legions de cada diòcesi.
Aviat el ducatus (territori militar d'un dux) estaria determinat tanmateix de forma independent, en uns quants casos aquest ducatus comprenien unes quantes províncies, mentre que a nivells territorials més grans els militars responsables eren nomenats sota els títols de Comes i Magister militum.
Emperador Constantí completava les reformes de Dioclecià i organitzava l'Imperi Romà a quatre prefectures pretorianes: la Prefectura del Gauls, la Prefectura d'Itàlia i l'Àfrica, la Prefectura d'Illyricum, i la Prefecture d'Oriens, amb cada una administrat per un Prefecte pretorià assignat per l'emperador. El Prefecte de cada Prefectura era l'escalafó de servei civil més alt, estant subordinat només a l'emperador. El Prefecte feia del representant de l'emperador i tenia l'autoritat d'emetre ordres i administrar justícia dins de la seva Prefectura.
Com dins del nivell de diòcesis, les parts civils i militars de la Prefectura es dividien entre el Prefecte Pretorià, com l'oficial civil de més rang, i el Magister Militum com l'oficial militar més alt. El Magister Militum s'identificava, pel que fa a quina Prefectura pertanyia pel nom territorial després del seu títol, com Magister Militum Per Gallias. N'hi havia, tanmateix, un Magister Militum suprem que era el grau militar més alt en l'imperi sencer, subordinat només a l'emperador.